# آب‌سوراخ (فیروزآباد)
آب سوراخ (فیروزآباد)، روستایی از توابع بخش میمند شهرستان فیروزآباد در استان فارس ایران است.

## جمعیت
این روستا در دهستان دادنجان قرار دارد و براساس سرشماری مرکز آمار ایران در سال ۱۳۸۵، جمعیت آن ۷۸ نفر (۱۷خانوار) بوده‌است.